# Netpunkt
Netpunkt.dk er gateway til centrale databaser og værktøjer for bibliotekspersonale. Netpunkt.dk er adgang til databaser og services i DanBib. Søger man i én base, kan man samtidig se antal hits i de andre baser man har adgang til.

## Databaser i Netpunkt
- DanBib
- Materialevurderinger
- Litteraturtolkninger
- Emneord
- DK5-web (DK5 Decimalklassedeling)
- Bibsys
- Libris
- WorldCat
- ArticleFirst (OCLC)

## Services i Netpunkt
DBC's Posthus, hvorfra poster kan hentes som dataleverancer eller via download og status for afleverede poster kan tjekkes:
- Biblioteksvejviser
- Materialevalg
- Nyhedslister
- BOB (Base Over Bestillingsønsker)
- VIP (Vejviser- og informationsparametre)
- Link til hjælpemidler som f.eks. hjælperedskaber som danMARC2, katalogiseringsregler samt information og hjælp til anvendelse af baser

## Adgang og Abonnement
- Der er adgang til netpunkt.dk på adressen netpunkt.dk
- Abonnement på netpunkt.dk indgår i DanBib-licensen.